# Kødædende plante
En kødædende plante er en plante som kan få næringsstoffer (herunder kvælstof og fosfor) ved at fange og fordøje dyr, specielt insekter.
Kødædende planter lever ofte på næringsfattig jord for eksempel i højmoser og på fugtige heder. Mange arter er sjældne og vokser på truede levesteder. Når jorden bliver rigere på næring, bliver de kødædende planter ofte udkonkurreret af ikke-kødædende planter, der har en mere effektiv fotosyntese.
De kødædende planter benytter forskellige teknikker:
- Blærerodsplanterne (Utricularia) har blærer, som ved hjælp af undertryk kan suge smådyr ind.
- Kandebærerne (Nepenthes) har en "kande" med glat kant, hvorfra insekterne glider ned i den klistrede fordøjelsesvæske.
- Soldug (Drosera) har langstilkede kirtler, der frigiver en klistret enzymholdig væske, som nedbryder byttet.
- Fluefanger (Dionaea) har fimrehår, som får de to bladsider til at klappe sammen om insektet.

I Danmark findes følgende vildtvoksende arter af kødædende planter:
- Rundbladet Soldug
- Liden Soldug
- Langbladet soldug
- Vibefedt
- Almindelig Blærerod
- Slank Blærerod
- Storlæbet Blærerod
- Kortsporet Blærerod
- Liden Blærerod

Kendte arter/slægter som dyrkes som potteplanter, er:
- Fluefanger
- Fluetrompet
- Kandebærer

Arter som er svære at dyrke:
- Triphyophyllum peltatum – Denne lianplante fra Afrika (op til 46 m høj) blev vist anerkendt som at være kødædende i 1979. Men der er stadig uenighed om det. Det påstås at den får hvide blomster på toppen.